# 彼得森峰 (奧茨塔爾阿爾卑斯山脈)

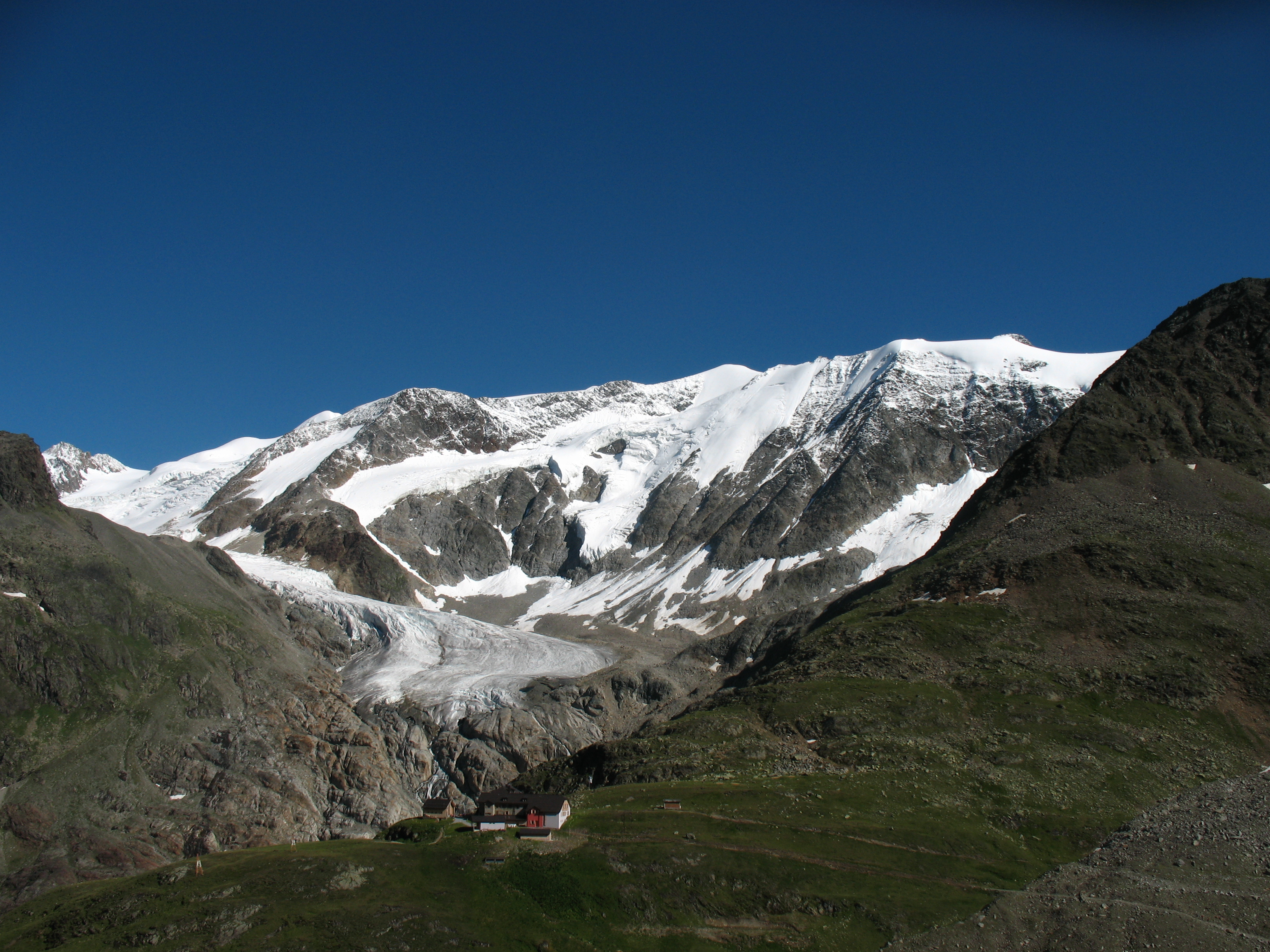

46°53′19″N 10°50′22″E / 46.88861°N 10.83944°E
彼得森峰（德語：Petersenspitze），是奧地利的山峰，位於該國西部，由蒂羅爾州負責管轄，屬於奧茨塔爾阿爾卑斯山脈的一部分，距離後布羅赫科格爾山0.5公里，海拔高度3,472米。